# DTS
DTS (Digital Theatre Systems) es una serie de tecnologías de audio multicanal propiedad de Xperi Corporation (anteriormente conocida como Digital Theatre Systems, Inc.), una compañía estadounidense especializada en formatos de sonido envolvente digital utilizados tanto para aplicaciones comerciales/teatrales como para aplicaciones de calidad para el consumidor. Fue conocido como The Digital Experience hasta 1995. DTS licencia sus tecnologías a fabricantes de electrónica de consumo.
En diciembre de 2016, DTS fue adquirida por Tessera, ahora llamada Xperi.

## Canales
Los seis canales que ofrece se corresponden en nombre y localizaciones con los del sistema Dolby Digital, con unas frecuencias de 20 Hz a 20 kHz en todos los canales (izquierdo, derecho, central y surrounds) y 20 Hz a 120 Hz en LFE. Tiene una frecuencia de muestreo de 48 kHz a 96 kHz. Comparado con Dolby Digital, el DTS utiliza unas velocidades de transferencia mayores (768 o 1536 kb/s en sus variantes más simples). 

## Reproducción del DTS

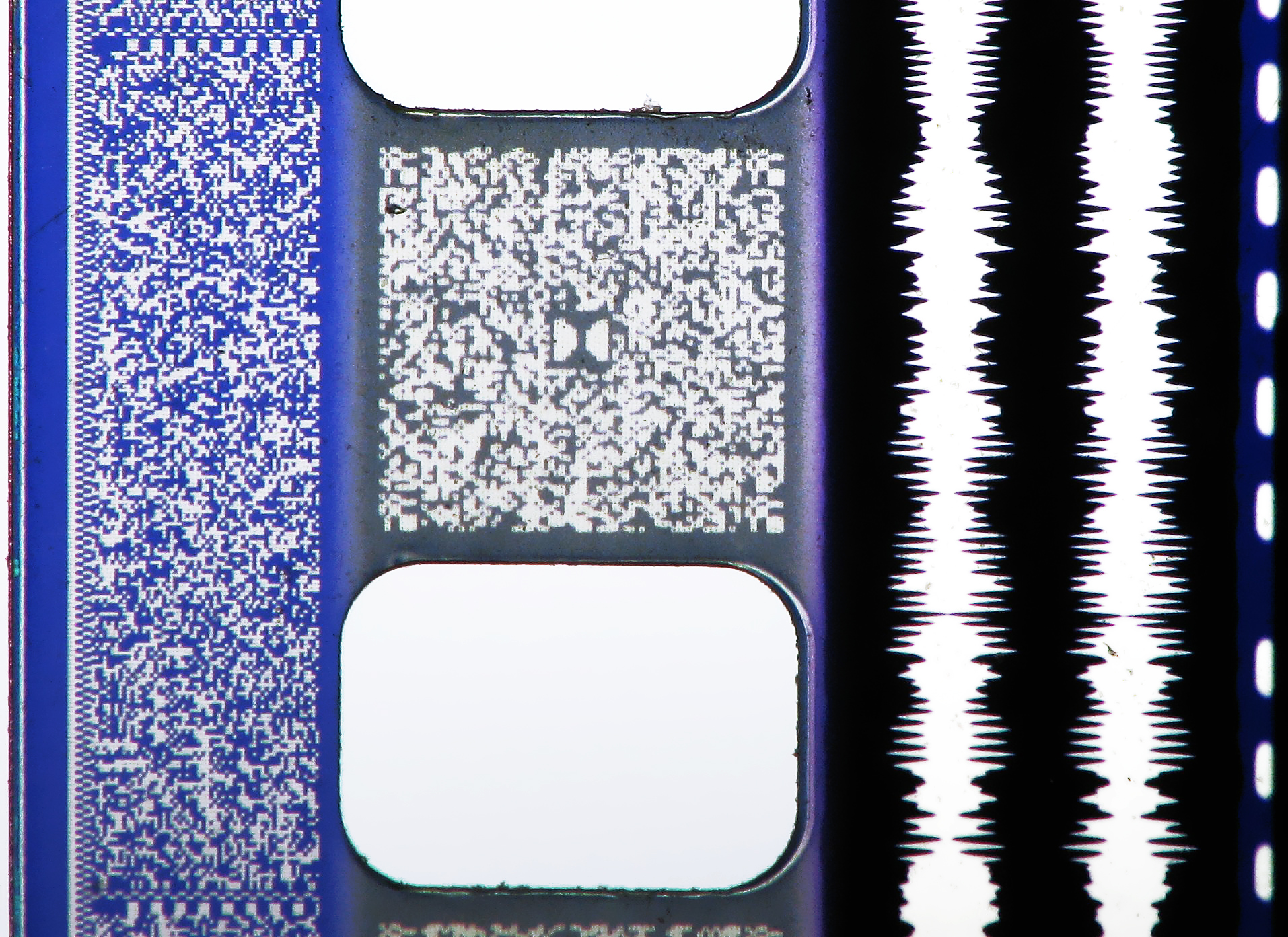
Fotografía de un segmento impreso, nos muestra los cuatro formatos de audio (o "pista cuádruple")- De Izquierda a derecha, SDDS (área azul a la izquierda de los agujeros grandes), Dolby Digital (zona gris entre los agujeros dentados), sonido analógico (las dos líneas blancas a la derecha de la pista Dolby Digital), y el código de tiempo para DTS (la línea punteada a la derecha de la pista analógica.).

Ya que el formato DTS no es el códec por defecto de la generación actual de reproductores DVD, muchos dispositivos no lo soportaron inicialmente. Mientras la mayoría de los reproductores más modernos ofrecen soporte para DTS, usuarios deseando reproducir audio DTS requieren algún otro equipo especial o software que sea capaz de decodificar DTS. Para dispositivos home cinema, la mayoría de los usuarios eligen o un reproductor de DVD con un decodificador integrado de DTS o un procesador separado que soporte esta tarea. Todos los receptores modernos soportan DTS.
Para la reproducción en el PC, muchos reproductores en software soportan la decodificación en DTS. El proyecto VideoLAN creó un módulo decodificador para DTS llamado libdca (antes libdts), el cual es la primera implementación libre del DTS.

## En el cine
El DTS no incorpora los datos impresos en la cinta a proyectar, sino que vienen grabadas en un CD-ROM aparte. Lo que sí incluye en la cinta es un "código de tiempo", una señal impresa de sincronización que permite a la imagen y al sonido reproducirse simultáneamente, aun cuando una cinta de 24 fotogramas por segundo es proyectada a 25 f/s, por ejemplo, ya que soporta variaciones de hasta ±10 % en la velocidad; gracias a la versatilidad de este código de tiempo, DTS es el único sistema digital utilizado en 70 mm.

## Variantes del DTS
En adición al formato clásico de 5.1 canales, la compañía tiene otras tecnologías diseñadas para competir con sistemas similares de los laboratorios Dolby. Las más importantes son:
- DTS-ES (DTS Extended Surround) - Incluye dos variantes, DTS-ES Matrix y DTS-ES Discrete 6.1, dependiendo de como fue masterizado y guardado el sonido.[1] DTS-ES proporciona sonido 6.1 discreto; en sistemas 7.1, los dos altavoces traseros del centro reproducen en mono. DTS-ES Matrix provee sonido 5.1 discreto con un sonido trasero envolvente. Solo algunos títulos en DVD han sido publicados con formato DTS-ES.

- DTS NEO:6 - Neo:6, como el sistema Dolby Pro-Logic IIx, puede tomar sonido estéreo y transformarlo en un formato de 5.1 o 6.1 canales.

- DTS 96/24 - Permite la entrega de un formato 5.1 de 24-bit, 96 kHz audio y video de alta definición en formato DVD. Anteriormente a la invención del DTS 96/24, solo era posible entregar dos canales de 24-bit, 96 kHz audio en DVD-Video. DTS 96/24 también puede ser puesto en la zona de video en discos DVD-Audio, provocando que estos discos sean reproducibles en todos los equipos DVD existentes.

- DTS-HD Master Audio - Antes conocido como DTS++ y DTS-HD, DTS-HD Master Audio soporta virtualmente una cantidad ilimitada de canales con sonido envolvente, puede mezclar tanto dos canales como 5.1 o 7.1 canales y puede mostrar una calidad de sonido excepcional e idéntica al máster original. Aunque técnicamente es superior sobre su contraparte Dolby, DTS-HD Master Audio es seleccionado solo como un formato opcional de sonido envolvente para Blu-ray y HD DVD. DTS-HD Master Audio y Dolby TrueHD son las únicas tecnologías que pueden entregar audio envolvente sin pérdida ni comprimido para estos nuevos formatos de disco, asegurando la más alta calidad disponible en los nuevos estándares.

- DTS Connect - Este es un formato disponible solo en PC. Es encontrado en la recientemente lanzada tarjeta de sonido X-Plosion por la compañía californiana, Auzentech Inc. La tarjeta codifica cualquier sonido que haga el PC (música, películas, o juegos) en un flujo DTS usando su salida S/PDIF óptica o coaxial.[2] DTS Connect también está disponible por la compañía Realtek con su códec ALC888DD usado en algunas placas madres. Una tecnología similar llamada Dolby Digital Live se encuentra disponible por los laboratorios Dolby.

- DTS:X - Es un códec basado en objetos que es similar al sistema rival de Dolby denominado Atmos. Además de cine, que se atienden a cine en casa y, posiblemente, incluso el mercado de auriculares. El procesamiento no exige requisitos específicos de colocación de altavoces; el receptor puede calcular sobre la marcha dónde el sonido de un objeto o el objeto debe ir. Similar a otros formatos expansivos y programas de la matriz, incorporará cabeza o canales de altura, pero a diferencia de ProLogic IIz y Audyssey DSX, la canales no serán necesariamente con pérdida.